# 维克托·安布罗斯
维克托·安布罗斯（英語：Victor Ambros，1953年12月1日—）是一名美國發育生物學家，他發現了第一個已知的小分子核糖核酸（微RNA）Lin-4。他是麻薩諸塞大學醫學院的教授。安布羅斯與分子生物學家加里·魯夫昆於2024年榮獲諾貝爾生理學或醫學獎，以表彰微RNA的發現及其在轉錄後基因調控中的作用。

## 生平
安布罗斯生于美国新罕布什尔州，家中有八个兄弟姐妹，其父亲是波兰人，因躲避战火定居于当地。安布罗斯高中毕业于伍德斯托克联合高中，1975年获麻省理工学院生物学学士学位，1979年在麻省理工完成博士学位，导师为诺贝尔奖得主戴维·巴尔的摩。博士毕业后，安布罗斯留在麻省理工，成为H·罗伯特·霍维茨实验室的第一位博士后研究员。1984年，安布罗斯成为哈佛大学研究员，1992年转投达特茅斯学院。2008年，安布罗斯成为马萨诸塞大学医学院。截至2024年，安布罗斯担任西尔弗曼自然科学教授（分子医学项目），该项目由其达特茅斯校友霍华德·斯科特·西尔弗曼 （Howard Scott Silverman）资助。
安布羅斯於2007年當選為美國國家科學院院士。2024年，他與分子生物學家加里·鲁夫昆因「發現microRNA及其在轉錄後基因調控中的作用」而共同獲得諾貝爾生理學和醫學獎。

## 发现微RNA
1993年，安布罗斯与同侪罗莎琳·李（Rosalind Lee）、隆达·范鲍姆（Rhonda Feinbaum）在《细胞》杂志发表研究报告，称在秀麗隱桿線蟲中发现了单链非蛋白质编码调控RNA分子。此前的众多研究（包括安布罗斯和霍维茨的研究）透露一种被称为“lin-4”的基因对秀丽隐杆线虫（一种经常在研究中用作模型生物的线虫）的正常幼虫发育非常重要。具体来说，在幼虫发育过程中，“lin-4”负责逐渐抑制蛋白质LIN-14；缺乏“lin-4”功能的突变幼虫存在持续高水平的LIN-14，存在发育时机问题。然而，控制LIN-14的机制仍然未知。
安布罗斯与同事意外发现，“lin-4”并不编码调节蛋白，而是会发展成一些小型的RNA分子，其长度分别为22个和61个核苷酸，两者分别被安布罗斯命名为“lin-4S”（S指短）和“lin-4L”（L指长）。此外，安布罗斯与哈佛的加里·鲁夫昆发现RNA 3'（lin-4S与编码LIN-14蛋白的信使）非翻译区中的几个序列部分互补。安布罗斯与同事推断“lin-4”可以通过一种反义RNA机制，将“lin-4S”与“lin-14”转录本中的这些序列结合，以调节LIN-14。
2000年，鲁夫昆实验室鉴别了秀麗隱桿線蟲的另一种RNA调节分子Let-7，发现其许多物种中都得到了保留，包括脊椎动物。这些发现证明安布罗斯确实发现一种具有保守功能的小RNA，這些分子后来被稱為microRNA。

## 奖项

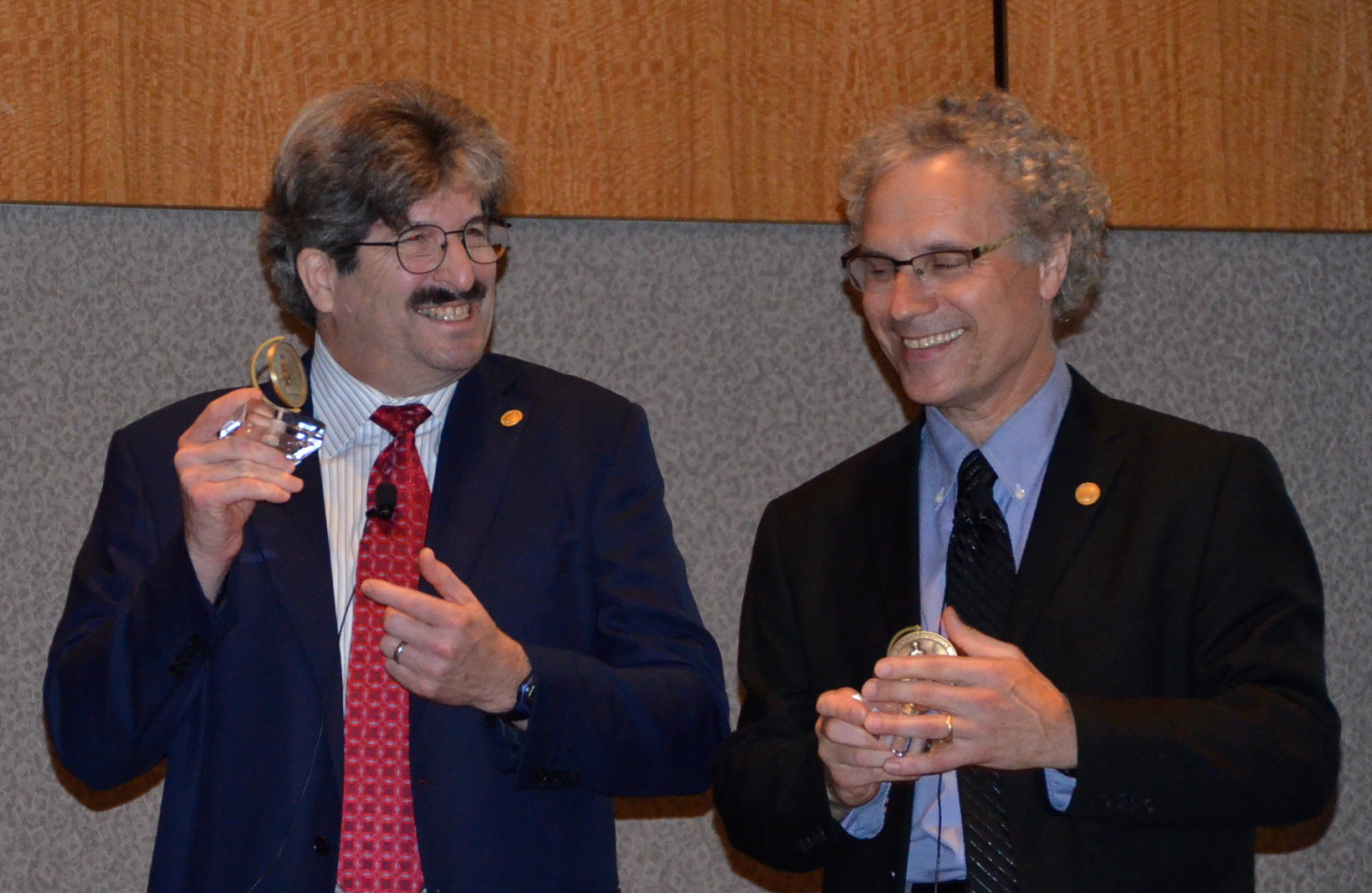
安布罗斯於2014年與加里·鲁夫昆一起獲得了格鲁伯遗传学奖。

- 2002年：美國科學促進會纽科姆·克利夫兰奖（英语：Newcomb Cleveland Prize）（表彰《科学》期刊最杰出的论文，与大卫·P·巴特尔（英语：David P. Bartel）和托马斯·图施尔（英语：Thomas Tuschl）的实验室共同获得）[9]
- 2005年：刘易斯·罗森斯蒂尔奖（英语：Lewis S. Rosenstiel Award）（表彰布兰戴斯大学的杰出医学研究，与克雷格·梅洛、安德鲁·法厄和加里·鲁夫昆共同获得）
- 2006年：美国遗传学学会奖章
- 2007年：美国国家科学院院士
- 2008年：盖尔德纳国际奖
- 2008年：本杰明·富兰克林奖章（与加里·鲁夫昆、戴维·鲍尔库姆共同获得）
- 2008年：拉斯克基礎醫學研究獎（与加里·鲁夫昆、戴维·鲍尔库姆共同获得）
- 2009年：匹兹堡大学医学迪克森奖（英语：Dickson Prize）
- 2009年：哥伦比亚大学路易莎·格罗斯·霍维茨奖（与加里·鲁夫昆共同获得）
- 2009年：南加州大学马斯里奖（英语：Massry Prize）（与加里·鲁夫昆共同获得）
- 2011年：美国文理科学院院士
- 2012年：強生公司保罗·詹森博士生物医学研究奖（英语：Dr. Paul Janssen Award for Biomedical Research）（与加里·鲁夫昆共同获得）
- 2013年：慶應義塾大學庆应医学奖（与長田重一共同获得）
- 2014年：格鲁伯基金会（英语：Gruber Foundation）格鲁伯遗传学奖（与加里·鲁夫昆、戴维·鲍尔库姆共同获得）
- 2014年：沃尔夫基金会沃尔夫医学奖（与加里·鲁夫昆、纳胡姆·索嫩贝尔格共同获得）
- 2015年：生命科学突破奖[10]
- 2016年：出生缺陷基金会发育生物学奖（英语：March of Dimes Prize in Developmental Biology）（与加里·鲁夫昆共同获得）[11]
- 2024年：诺贝尔生理学或医学奖（与加里·鲁夫昆共同获得）